# Wikipedija in ruska invazija na Ukrajino (2022)
Ruska invazija na Ukrajino je na Wikipediji obširno obravnavana v številnih jezikih. Pokrivanje vključuje članke o sami invaziji ter posodobitve obstoječih člankov. Aktivnost Wikipedije in ostalih Wikimedijinih projektov v povezavi s konfliktom je bila deležna veliko medijske in vladne pozornosti.

## Zgodovina
1. marca 2022, en teden po začetku ruske invazije na Ukrajino, je Wikipedija v ruskem jeziku sporočila, da jim je ruska vlada zagrozila z blokado dostopa do Wikipedije v Rusiji. Kot razlog za potencialno blokado so ruske oblasti navedle »nezakonito deljene informacije«, ki se naj bi pojavile v članku o invaziji. Problematične naj bi bile informacije o ruskih žrtvah ter informacije o ravnanju z ukrajinskimi civilisti. Prenosi vsebine ruske Wikipedije za uporabo brez internetne povezave preko orodja Kiwix so se po invaziji povečali za več kot 40-krat, v prvi polovici marca 2023 je bila prenešena več kot 105.000-krat.
V Belorusiji je bil po razkritju njegove identitete zaradi svojih urejanj in pisanja o invaziji aretiran urednik ruske Wikipedije Mark Bernstein.
16. marca 2022 je ruska agencija za pravne in pravosodne informacije (tiskovna agencija, ki so jo leta 2009 ustanovili RIA Novosti, Ustavno sodišče Rusije, Vrhovno sodišče Rusije in Vrhovno arbitražno sodišče Rusije) objavila intervju z Aleksandrom Malkevičem, namestnikom predsednika komisije za razvoj informacijske družbe, medijev in množičnih medijev Državljanske zbornice Ruske federacije. V intervjuju je Malkevič dejal, da Wikipedija (tako ruska kot tudi ostale) postaja »mostišče za informacijsko vojno proti Rusiji«. Navedel je tudi, da so ruski organi pregona identificirali trinajst oseb, ki so izvajale »politično angažirano urejanje« člankov na Wikipediji, in približno 30.000 blogerjev, ki »sodelujejo v informacijski vojni proti Rusiji«.
Po poročanju Nove gazete so prokremeljske strukture, povezane z Jevgenijem Prigožinom, aktivno vpletene v razkrivanje identitet »koordinatorjev informacijskega napada na Rusijo«, kar vključuje tudi urednike Wikipedije. Nova gazeta je poročala tudi, da uslužbenci Posebne službe za komunikacijske storitve Rusije (oddelek Zvezne službe za zaščito) poskušajo širiti prokremeljsko propagando z urejanjem člankov na Wikipediji.
Roskomnadzor je 31. marca zahteval, da Wikipedija odstrani vse podatke o invaziji, ki »napačno informirajo« Ruse, sicer bi jih lahko doletela denarna kazen 4 milijone rubljev (takrat približno 47.000 €). Junija 2022 se je fundacija Wikimedia pritožila na kazen s trditvijo, da imajo ljudje v Rusiji pravico do dostopa do informacij o invaziji.
Aprila 2022 je EU vs Disinfo ugotovila, da so štirje ruski dezinformacijski mediji uporabljeni za sklice v najmanj 625 člankih Wikipedije. Največ teh sklicev je bilo v ruski Wikipediji (136 člankov), arabski Wikipediji (70), španski Wikipediji (52), portugalski Wikipediji (45) in vietnamski Wikipediji (32). Angleška Wikipedija je večino teh sklicev odstranila.
Med aprilom in majem 2022 so ruske oblasti več člankov v Wikipediji uvrstile na seznam prepovedanih spletnih mest. Seznam je vključeval članke Ruska invazija na Ukrajino, Rušizem (ruski fašizem), več člankov v ruski Wikipediji o vojaškem delovanju in o vojnih zločinih med rusko-ukrajinsko vojno in dva razdelka ruskega članka o Vladimirju Putinu.
Maja 2022 je bila fundacija Wikimedia kaznovana z denarno kaznijo 5 milijonov rubljev zaradi člankov o ruski invaziji na Ukrajino. Rusija je trdila, da je odkrila 16,6 milijona sporočil, ki so širila »neresnice« o invaziji na različnih platformah, vključno z Wikipedijo. Fundacija Wikimedia se je junija pritožila na sodbo in navedla, da »informacije v tej zadevi temeljijo na dejstvih in so jih preverili prostovoljci, ki nenehno urejajo in izboljšujejo članke na spletnem mestu; njihova odstranitev bi torej pomenila kršitev pravic ljudi do svobodnega izražanja in dostopa do znanja.«
20. julija 2022 je Roskomnadzor po zavrnitvi Wikipedije, da bi odstranila članke o rusko-ukrajinski vojni, spletnim iskalnikom ukazal, naj Wikipedijo označijo kot kršiteljico ruskih zakonov.
1. novembra 2022 je rusko sodišče fundacijo Wikimedia kaznovalo z denarno kaznijo 2 milijonov rubljev, ker ni izbrisala dveh člankov na ruski Wikipediji.
28. februarja 2023 je moskovsko sodišče kaznovalo Fundacijo Wikimedia z denarno kaznijo 2 milijonov rubljev, ker niso izbrisali člankov o dveh brigadah ruske vojske in zaradi širjenja domnevno nezanesljivih informacij o dejavnosti ruske vojske v Harkovu, Lisičansku in Mariupolu med invazijo. 6. aprila 2023 je isto sodišče fundacijo oglobilo s kaznijo v višini 800 tisoč rubljev, ker ni izbrisala besedil več pesmi rock skupine Psychea, ki so vključene na zvezni seznam ekstremističnega gradiva. 13. aprila 2023 je isto sodišče fundacijo oglobilo še za 2 milijona rubljev, ker niso izbrisali ruskega članka o ruski okupaciji Zaporoške oblasti.

## Odzivi Wikipedije
Wikipediji v gruzinščini in ukrajinščini sta svoj logotip opremili z modro in zlato barvo ukrajinske zastave. 
Fundacija Wikimedia je 1. marca 2022 objavila izjavo, v kateri je pozvala k »dostopu do brezplačnega in odprtega znanja še naprej« ter k »takojšnji in mirni rešitvi konflikta«.